# Stephen Boss
Stephen Laurel "tWitch" Boss (Montgomery, Alabama, 29 de septiembre de 1982–Los Ángeles, California, 13 de diciembre de 2022) fue un actor, coreógrafo, presentador, bailarín y productor de televisión estadounidense, reconocido principalmente por su participación el programa The Ellen DeGeneres Show entre 2014 y 2022.

## Biografía
En el año 2000 se graduó de la Lee High School en Montgomery, Alabama. Más adelante estudió en el Southern Union State Community College y en la Universidad Chapman. Tras participar en varios concursos de baile en la década de 2000, en 2008 se convirtió en finalista del programa de telerrealidad So You Think You Can Dance. Entre 2014 y 2022 participó en The Ellen DeGeneres Show, inicialmente como presentador y más adelante como coproductor ejecutivo. También participó en Ellen's Game of Games. Entre 2018 y 2020 presentó junto con su esposa Allison Holker el programa Disney's Fairy Tale Weddings en las cadenas Freeform y Disney+.
El 10 de diciembre de 2013 se casó con la bailarina y actriz Allison Holker en El Paso de Robles, California. El 27 de marzo de 2016, Holker dio luz a Maddox Laurel Boss, y el 3 de noviembre de 2019, nació Zaia Boss, la segunda hija de la pareja.
El 13 de diciembre de 2022, Allison Holker informó a la policía de Los Ángeles que su esposo había salido sin su auto, una conducta que ella consideraba muy poco usual. Horas más tarde, Boss fue encontrado muerto por un disparo. Las investigaciones apuntan a que se trató de un suicidio.

## Filmografía
Cine y televisión
| Año  | Título                     | Papel            | Notas        |
| ---- | -------------------------- | ---------------- | ------------ |
| 2007 | Blades of Glory            | Bailarín         |              |
| 2007 | Hairspray                  | Bailarín         |              |
| 2010 | Stomp the Yard: Homecoming | Taz              |              |
| 2010 | Step Up 3D                 | Jason Hardlerson |              |
| 2010 | Bones                      | Russell Leonard  |              |
| 2011 | Touch                      | Beastmaster      |              |
| 2012 | Step Up Revolution         | Jason Hardlerson |              |
| 2012 | Drop Dead Diva             | Billy Donaldson  | 1 episodio   |
| 2014 | Step Up: All In            | Jason Hardlerson |              |
| 2015 | Bound & Babysitting        | Ethan            | Telefilme    |
| 2015 | Magic Mike XXL             | Malik            |              |
| 2022 | The Hip Hop Nutcracker     | Padre            | Último papel |

Programas de televisión
| Año                    | Título                       | Papel       | Notas      |
| ---------------------- | ---------------------------- | ----------- | ---------- |
| 2008                   | So You Think You Can Dance   | Concursante |            |
| 2011                   | So You Think You Can Dance   |             |            |
| 2012                   | So You Think You Can Dance   |             |            |
| 2013                   | So You Think You Can Dance   |             |            |
| Dancing with the Stars |                              |             |            |
| 2014–2022              | The Ellen DeGeneres Show     | Presentador |            |
| 2015                   | So You Think You Can Dance   | Concursante |            |
| 2017                   | Famous in Love               |             |            |
| 2017–2021              | Ellen's Game of Games        |             |            |
| 2017–2020              | Disney's Fairy Tale Weddings |             |            |
| 2018                   | Modern Family                |             | 1 episodio |
| 2018                   | Young & Hungry               | Él mismo    |            |
| 2021                   | Clash Of The Cover Bands     | Presentador |            |
| 2022                   | The Real Dirty Dancing       | Presentador |            |

Series web
| Año  | Título                                                     | Papel      | Notas      |
| ---- | ---------------------------------------------------------- | ---------- | ---------- |
| 2010 | The Legion of Extraordinary Dancers                        | Entrenador | 1 episodio |
| 2010 | The Legion of Extraordinary Dancers                        | Estudiante | 1 episodio |
| 2011 | The Legion of Extraordinary Dancers: The Secrets of the Ra | Dr. E      |            |
| 2016 | Love                                                       | Doobie     | 1 episodio |